# Serguéi Nikoláyevich Nikoláyev
Serguéi Nikoláyevich Nikoláyev (en ruso: Сергей Николаевич Николаев; 27 de septiembre de 1961 - 20 de octubre de 2007) fue un maestro internacional de ajedrez.
Tres veces campeón de Yakutia. El ajedrecista más titulado de Yakut y en general de Yakutia, el primero y único (en 2014) en el maestro internacional de la república (el título fue otorgado en la Asamblea General de la FIDE en Novi Sad, 1990). Desde mediados de la década de 1990 ha dejado de jugar a las actuaciones activas de ajedrez; vivió en Moscú y se dedicaba al emprendimiento. Es autor del artículo "La economía del ajedrez ruso. Crónica de la Caída".
Asesinado el 20 de octubre de 2007 en Moscú por una banda de neonazis que filmaron los asesinatos cometidos sobre la base del odio racial y étnico. Los asesinos recibieron un plazo de tres años en una colonia educativa a 10 años en una colonia de régimen general.